# Parastenophis betsileanus
Parastenophis betsileanus is een slang uit de familie Lamprophiidae.

## Naam en indeling
De wetenschappelijke naam van de soort werd voor het eerst voorgesteld door Albert Günther in 1880. Oorspronkelijk werd de wetenschappelijke naam Dipsas betsileana gebruikt. De slang werd eerder aan andere geslachten toegekend, namelijk Lycodryas en Stenophis. Het is de enige soort uit het monotypische geslacht Parastenophis.

## Verspreiding en habitat
De slang komt voor in delen van Afrika en leeft endemisch op Madagaskar. De habitat bestaat uit vochtige tropische en subtropische bossen. Ook in door de mens aangepaste streken zoals aangetaste bossen kan de slang worden aangetroffen.

## Uiterlijke kenmerken
De slang heeft een zwarte kleur met witte dwarsbanden. De kop is duidelijk te onderscheiden van het lichaam door de aanwezigheid van een duidelijke insnoering. De ogen hebben een verticale pupil.

## Beschermingsstatus
Door de internationale natuurbeschermingsorganisatie IUCN is de beschermingsstatus 'veilig' toegewezen (Least Concern of LC).